# Rusłan Nigmatullin
Rusłan Karimowicz Nigmatullin (ros. Руслан Каримович Нигматуллин; ur. 7 października 1974 roku w Kazaniu) – rosyjski piłkarz, występujący na pozycji bramkarza.
Jest wychowankiem klubu KAMAZ Nabierieżnyje Czełny, z którego odszedł w 1994 roku do Spartaka Moskwa. Młody zawodnik przez trzy lata był zmiennikiem reprezentacyjnego bramkarza Stanisława Czerczesowa, aż do 1997 roku, kiedy Jurij Siomin sprowadził go do Lokomotiwu Moskwa. W barwach tego klubu zdobył mistrzostwo Rosji, trzy razy był wicemistrzem i dwukrotnie triumfował w rozgrywkach o Puchar kraju. Ponadto w 2001 roku został wybrany na najlepszego gracza w Rosji. Rok wcześniej zadebiutował w kadrze; w drużynie prowadzonej przez Olega Romancewa, z którym poprzednio współpracował w Spartaku, grał przez kolejne dwa lata, a zamknięciem przygody reprezentacyjnej okazał się występ na Mundialu 2002. Po tym turnieju Nigmatullin wyjechał do Włoch, jednak w Hellasie Werona był tylko rezerwowym. Następca Romancewa na stanowisku selekcjonera Walerij Gazzajew zaczął stawiać na Siergieja Owczinnikowa, skonfliktowanego z poprzednim trenerem. Nigmatullin w ciągu kolejnych czterech lat aż pięciokrotnie zmieniał klub, jednak w żadnym z nich nie potrafił powrócić do dawnej formy. W końcu, na początku 2006 roku, w wieku trzydziestu dwu lat ogłosił zakończenie piłkarskiej kariery. W 2008 roku jednak wznowił karierę i do końca 2009 roku grał w takich klubach jak: SKA Rostów nad Donem, Lokomotiw-2 Moskwa i Maccabi Ahi Nazaret.

## Sukcesy i odznaczenia

### Sukcesy klubowe
- mistrzostwo Rosji 1996 i 1997 oraz wicemistrzostwo Rosji 1995 ze Spartakiem Moskwa
- mistrzostwo Rosji 2002, wicemistrzostwo Rosji 1999, 2000 i 2001, Puchar Rosji 2000 i 2001 oraz finał Pucharu Rosji 1998 z Lokomotiwem Moskwa

### Sukcesy indywidualne
- członek Klubu 30 meczów na "0"

W reprezentacji Rosji od 2000 do 2002 roku rozegrał 24 mecze - start w Mundialu 2002 (faza grupowa).